# George Thorogood
George Thorogood (Wilmington, 24 de fevereiro de 1950) é um cantor e guitarrista de blues rock, conhecido por famosas versões para canções de Hank Williams, John Lee Hooker e Bo Diddley e também por sua composição "Bad to the Bone" que faz parte da trilha sonora de inúmeros filmes.
Juntamente com sua banda os "Destroyers" que também é conhecida como "The Delaware Destroyers" ou apenas "GT and D", lançou 16 álbuns de estúdio, incluindo dois premiados como disco de platina e seis como disco de ouro. A banda vendeu mais de 15 milhões de discos por todo o mundo, e é considerada como o primeiro sucesso da gravadora Rounder Records.

## Carreira
Sua primeira demo foi gravada em 1974, "Better Than the Rest", lançada  somente em 1979. Em 1976 ele gravou o primeiro álbum: "George Thorogood & The Destroyers", lançado em 1977.
Seu próximo álbum, "Move it on Over" (1978), inclui os covers "Move it on over" e "Please set a Date" de Hank Williams, e "Who do you Love?" de Bo Diddley.
No final dos anos 70, George jogou em um time de baseball em Delaware na Liga Roberto Clemente que foi criada em 1976. Ele jogou como segunda base e foi escolhido como "rookie" do ano na liga. Após esse feito, os Destroyers o forçaram sua aposentadoria no baseball.

## Membros do The Destroyers
- George Thorogood – vocais e guitarra
- Billy Blough – baixo (1977–atualmente)
- Jeff Simon – bateria, percussão (1974–atualmente)
- Buddy Leach – saxofone (2003–atualmente)
- Jim Suhler – guitarra base (1999–atualmente)
- Ron "Roadblock" Smith – guitarra base (1973–1980)
- Hank "Hurricane" Carter – saxofone (1980–2003)
- Steve Chrismar – guitarra base (1985–1993)

## Discografia

### Álbuns de estúdio
- 1974: Better Than the Rest (relançado pela MCA em 1979)
- 1977: George Thorogood and the Destroyers
- 1978: Move It on Over
- 1980: More George Thorogood and the Destroyers
- 1982: Bad to the Bone
- 1985: Maverick
- 1986: Nadine
- 1988: Born to Be Bad
- 1991: Boogie People
- 1993: Haircut (album)|Haircut
- 1995: I'm wanted
- 1997: Rockin' My Life Away
- 1999: Half a Boy and Half a Man
- 2003: Ride 'Til I Die
- 2003: Who Do You Love?
- 2006: The Hard Stuff
- 2009: The Dirty Dozen

### Álbuns ao vivo
- 1986: Live
- 1995: Live: Let's Work Together
- 1999: Live in '99
- 2004: 30th Anniversary Tour

### Coletâneas
- 1992: The Baddest of George Thorogood and the Destroyers
- 2000: Anthology
- 2004: Greatest Hits: 30 Years of Rock
- 2005: The Best Of
- 2007: Taking Care of Business (disco duplo com Ride 'Til I Die (contendo 2 faixas bônus) e 30th Anniversary Tour)